# Coöperatie VGZ UA
Coöperatie VGZ UA (VGZ) is een Nederlandse zorgverzekeraar. Coöperatie VGZ is met ruim 4 miljoen verzekerden in grootte de tweede zorgverzekeraar in Nederland.
Coöperatie VGZ is met ingang van 31 december 2011 ontstaan door de opsplitsing van het fusiebedrijf Univé-VGZ-IZA-Trias (Uvit). Met de splitsing zijn alle zorggerelateerde onderdelen van Uvit ondergebracht bij VGZ, de niet-zorg gerelateerde verzekeringen zijn ondergebracht bij Univé. Met de splitsing is de situatie van voor de fusie met Univé per 1 januari 2007 grotendeels teruggedraaid. De zorgverzekeraar van Univé maakt nu onderdeel uit van Coöperatie VGZ.

## Vestigingen
Het hoofdkantoor van Coöperatie VGZ is gevestigd in Arnhem.
Andere vestigingen bestaan in Eindhoven en Alkmaar.

## Geschiedenis
VGZ is als Stichting Volksgezondheidszorg opgericht in Nijmegen, in 1948. VGZ was een zogenaamde bovenbouwmaatschappij: een particuliere ziektekostenverzekeraar die door ziekenfondsen was opgericht. Een bovenbouwmaatschappij was bedoeld om mensen, die wegens overschrijding van de loongrens niet langer ziekenfondsverzekerd konden blijven, te voorzien van een goede en betaalbare ziektekostenverzekering. VGZ heeft dus van oudsher een sociale achtergrond.
Via de ziekenfondsen waarmee werd samengewerkt, gaat de geschiedenis van VGZ ver terug. Het oudste document in de archieven van VGZ dateert uit 1849. De vele voorlopers van het huidige VGZ zijn soms nóg ouder. Zo bestond er in Nijmegen een Broederschap “De Timmermansbus”, een gildebus die werd opgericht in 1741. Deze instelling is langs de lijn van het Nijmeegse ziekenfonds BAZ uiteindelijk opgegaan in VGZ.
In 1991 fuseerde VGZ met zes ziekenfondsen, alle werkzaam in Zuid-Nederland. Hiermee anticipeerden deze partijen als eerste op de toenmalige plannen voor de vorming van een volksverzekering tegen ziektekosten, waarbij het onderscheid tussen particuliere verzekering en ziekenfondsverzekering zou verdwijnen.
- In 2004 is VGZ gefuseerd met IZA, de zorgverzekeraar voor personeel van gemeenten en onderwijspersoneel.
- In 2005 is VGZ-IZA gefuseerd met Trias, zorgverzekeraar uit Gorinchem met verzorgingsgebied Zuidoostelijk Zuid-Holland. De combinatie werd VIT-groep genoemd.
- Met ingang van 1 januari 2007 fuseert de VIT-groep met de centrale organisatie van Univé en wordt bekend onder de naam UVIT.
- Met ingang van 31 december 2011 is VGZ weer een zelfstandige zorgorganisatie.

## Merken
Naast het hoofdmerk VGZ heeft Coöperatie VGZ twee doelgroepmerken: IZA voor overheidsmedewerkers en UMC voor de medewerkers van academische ziekenhuizen. VGZ voert een eigen internetverzekering onder de naam Bewuzt. Daarnaast verzorgt Coöperatie VGZ voor een aantal partners de zorgverzekering onder aparte merknamen.
Voor Stichting IZZ voert Coöperatie VGZ de IZZ Zorgverzekering voor medewerkers in de zorg uit onder de merknaam IZZ. Voor schadeverzekeraar Univé voert Coöperatie VGZ de zorgverzekering uit onder de merknamen Univé en ZEKUR. Tot slot maakt ook Cares Gouda deel uit van Coöperatie VGZ, dat de zorgverzekering voor De Goudse Verzekeringen verzorgt.
- VGZ
- IZA (collectief contract voor overheidsmedewerkers)
- Trias (opgegaan in VGZ m.i.v. 1 januari 2012)
- IZZ (voor Stichting IZZ voert Coöperatie VGZ de IZZ Zorgverzekering voor medewerkers in de zorg uit)
- UMC (doelgroep: personeel van universitaire medische ziekenhuizen)
- SZVK (actieve militairen)
- Zorgzaam (partners van militairen)
- Univé (uitsluitend verkocht via de distributiekanalen van Univé)
- ZEKUR (uitsluitend verkocht via het ZEKUR distributiekanaal van Univé)
- Bewuzt (VGZ internetlabel; voorheen Blue)
- Plus (uitsluitend verkocht via het internetdistributiekanaal van ING (bank), Geannuleerd in december 2020 en niet meer geldig.